# 中国＝ミャンマー・パイプライン
中国＝ミャンマー・パイプライン（ちゅうごく＝ミャンマー・パイプライン、中国語: 中缅油气管道、ビルマ語:မြန်မာ-တရုတ် ပိုက်လိုင်းများ）は、中国南西部とミャンマーを結ぶ原油と天然ガスのパイプラインである。全長は793kmで、ミャンマーのラカイン州チャウピューを起点とし、6つのステーションとプロセス設備があり、ラカイン州、マグウェ地方域、マンダレー地方域、シャン州を経て、ナムカム（南坎）から中国雲南省瑞麗に入る。2013年7月に天然ガスパイプラインが中国へのガスの供給を開始し、2017年には石油パイプラインが開通した。

## 概要
中国＝ミャンマー・パイプラインには、原油パイプラインと天然ガス・パイプラインが含まれる。そのうち、原油パイプラインの設計能力は年間2200万トン、中国・ミャンマー天然ガスパイプラインのガス輸送能力は年間120億立方メートルである。
中国石油天然気集団とミャンマー石油・天然ガス会社の協定によると、中国石油天然気集団の子会社がパイプラインの設計、建設、運営、拡張、保守を担当する。
2010年6月には、このパイプラインが正式にミャンマーで建設を開始した。 2010年9月には、雲南省安寧市で中国セクションが開始され、同時にプロジェクト全体の支援事業として、同市の草埔鎮で年間1000万トンの石油精製事業も起工式を行った。 
中国とミャンマーの石油とガス・パイプライン・プロジェクトは2013年に一応完了した。そのうち、天然ガスパイプラインは2013年5月30日までにガス輸送運用基準を満たし、原油パイプラインについては2014年に試運転要件を満たす予定であった。 
こうして、この石油パイプラインにより、中国は中東から原油もマラッカ海峡を経由することなく、インド洋のアンダマン海にあるミャンマー・ラカイン州マーデ島（Made Island 北緯19度21分52.39秒 東経93度41分3.91秒 / 北緯19.3645528度 東経93.6844194度）の海岸から、輸入することができるようになった。中国がパイプラインでその南西部に原油を運べる一方、ミャンマーは毎年、200 万トンの原油と 20 億立方メートルの天然ガスしか利用できない。

## パイプライン反対論
ミャンマーの軍政下で、民衆の反対論も活発である。

## 参照項目
- 中国のエネルギー政策 (Energy policy of China)
- シベリアの力2
- 西気東輸天然ガスパイプライン
- 蘭州・鄭州・長沙石油製品パイプライン
- 錦州・鄭州石油製品パイプライン
- 東シベリア・太平洋石油パイプライン
- 中央アジア・中国天然ガスパイプライン